# マハーシ・サヤドー
マハーシ・サヤドー（ビルマ語：မဟာစည်ဆရာတော်, ラテン文字化：Mahāsi Sayādaw, 1904年7月29日 - 1982年8月14日）は、ミャンマーの僧侶で、上座部仏教大長老である。なお、「マハーシ」というのは、下述するように、彼がかつて指導を行っていた「マハーシ僧院」のことであり、「サヤドー、サヤドウ、セヤドー、サヤードー等とも）」とは、ミャンマー仏教で一般的に用いられる「長老」を意味する尊称。すなわち、マハーシ・サヤドー、（マハーシ・サヤードー）」という名は、「マハーシ僧院の長老」といった程度の意味の通称であり、彼の僧名そのものは「ソーバナ（またはソバナ）」（သောဘန, Sobhana. ビルマ語での敬称を付けてウ・ソーバナまたはウ・ソバナとも）である。マハーシ長老とも呼ばれる。
瞑想指導者として、欧米やアジアのヴィパッサナー瞑想に多大な影響を与えた。彼の瞑想法では、呼吸の際に、腹部の膨らみとへこみの感覚に意識を集中し、その他の感覚や思考にも注意を促しながら丁寧に観察を行う。修行しやすくするために、瞑想中のサティを言語で確認するラベリングが彼の考案した瞑想法の最大の特徴である。

## 生涯
1904年にミャンマー北部・シュエボーの西にあるセイックン村で、小作農民の両親の下に生まれる。村の僧院で6歳から教育を受け始め、12歳で沙弥（見習い僧）になり、「ソーバナ」（「浄」の意）の僧名を与えられる。1923年11月26日、20歳で正式に比丘となると、4年の内に政府が実施していたパーリ語経典の全3課程を修了した。
その後、マンダレーに赴いて高名な長老らに高度な教育を受けた後、同郷の僧に教育の支援を請われて、ミャンマー南部モーラミャインの僧院へ赴く。
そこで彼は、僧院で教育を行う傍ら、かねてより関心を抱いていた、パーリ語経典・経蔵中部の『念処経』（四念処経、Mahāsatipaṭṭhāna sutta）の「四念処」（四念住satipaṭṭhāna）の研究を進めた。1931年にはモーラミャインでの文献指導から退き、近郊のタトンにて、高名なウ・ナーラダ長老の下で集中的にヴィパッサナー瞑想の修行をした。ウ・ナーラダ長老の指示で北部ミャンマーの人里離れたサンガインヒルにて、アレタヤ・サヤドーと弟子で森林瞑想指導者として名高いセロン・サヤドーの指導の下、修行を行う。
1938年に4ヶ月ほど故郷に滞在した際には、3人の弟子に初めてヴィパッサナー瞑想を指導し、好感触を掴む。その後、高齢の長老が重篤になったモーラミャインの僧院に再び戻り、支援する。1941年には、難関の上座部仏教文献の国家試験を通過し、ダンマーチャリヤ（dhammācariya、仏法の教師、教授阿闍梨）の学位を得る。
日本軍のビルマ進攻を目前にして、モーラミャインを離れ、故郷に戻ると、「マハーシ僧院」にて四念処（四念住）・ヴィパッサナー瞑想の指導を行う。戦禍を免れた僧院は、多くの弟子が集まり繁栄する。彼の「マハーシ・サヤドー（マハーシ長老）」の通称も、ここに由来する。また、弟子達に請われて、ヴィパッサナー瞑想の理論と実践を解説した著作も、この時期に書いている。
彼の名声は広まり、1947年、当時のミャンマー首相ウー・ヌがヤンゴンに新しく設立された瞑想センター（現在のマハーシ瞑想センター）の常任指導者に彼を招聘する。
1954年5月17日に行われた第6回総会サンガでは、彼は質問者と最終編集者を務めた。その後、ミャンマー全域だけでなく、スリランカ、インドネシア、タイの瞑想センター設立のために助力し、1972年までに70万人を超える瞑想者を養成した。1979年にヴィパッサナー瞑想を広めるために欧米に赴き、マサチューセッツ州バリーに洞察瞑想協会（IMA）を設立し、ヤンゴンの彼の瞑想センターには瞑想修行をするために世界中から人々が訪れた。
1982年8月14日マハーシ・サヤドー亡くなる。集中豪雨の中にも拘わらず、彼の死を惜しむ何千人もの人々が葬儀に参列した。

## 主な著作
- 『Practical Vipassana Exercises』
- 『Satipatthana Vipassana Meditation』
- 『The Progress of Insight—an advanced talk on Vipassana』
- 『Thoughts on the Dharma』

## 日本語訳
- ウ・ウィジャナンダー大僧正訳 『ミャンマーの瞑想―ウィパッサナー観法』、国際語学社、1995年
  - ウ・ウィジャナンダー大僧正訳 『ミャンマーの瞑想―ウィパッサナー観法』、アルマット、2011年12月、ISBN 4877315934

- 星飛雄馬訳 『気づきと智慧のヴィパッサナー瞑想 (入門者のための理論と実践)』、サンガ、2012年1月、ISBN 4905425026
  - 星飛雄馬訳 『ヴィパッサナー瞑想』、サンガ、2016年2月、ISBN 4865640487

## 関連文献
- 別冊サンガジャパン2 タイ・ミャンマー人物名鑑 (シリーズ現代の世界仏教1) 、サンガ、2015年2月